# Heart of Stone
Heart of Stone és el 2023 pel·lícula de thriller d'acció d'espies nord-americà dirigida per Tom Harper amb guió de Greg Rucka i Allison Schroeder. La pel·lícula és protagonitzada per Gal Gadot, Jamie Dornan, Alia Bhatt, Sophie Okonedo i Matthias Schweighöfer.
L'agent d'intel·ligència internacional Rachel Stone s'ha d'embarcar a la missió de la gerència per protegir el mestre MacGuffin que és conegut com "The Heart". Stone té l'encàrrec de l'operació de manteniment de la pau ara com a Carta per mantenir l'objecte segur de caure en mans de l'enemic.
El desenvolupament va començar el desembre del 2020, quan Gadot va signar per ser la protagonista. El rodatge es va dur a terme a Europa de gener a juliol d'aquell any. Ha estat subtitulada al català.
Heart of Stone es va estrenar per Netflix l'11 d'agost de 2023 amb crítiques diverses de la crítica.

## Repartiment
- Gal Gadot com a Rachel Stone
- Jamie Dornan com a Parker[4]
- Alia Bhatt com a Keya Dhawan
- Sophie Okonedo com a Nomad[5]
- Jing Lusi com a Yang[6]
- Paul Ready com a Bailey[5]
- Jon Kortajarena com a El ros[7]
- Archie Madekwe com a Ivo[7]
- Matthias Schweighöfer com a Jack of Hearts[8]